# Freddy Maertens
Freddy Maertens (* 19. února 1952 Nieuwpoort) je bývalý belgický cyklista, specialista na hromadné dojezdy. Získal stříbrnou medaili mezi amatéry na mistrovství světa v silniční cyklistice 1971 v Mendrisiu a stal se profesionálním mistrem světa v roce 1976 v Ostuni a v roce 1981 v Praze. Také vyhrál závody Vuelta a España 1977 a Paříž–Nice 1977. Třikrát získal zelený trikot v Tour de France (1976, 1978, 1981). V roce 1981 byl vyhlášen nejlepším sportovcem Belgie.
Ve své autobiografii otevřeně popsal dopingové praktiky v profesionální cyklistice. Jeho největším rivalem byl krajan Eddy Merckx. Maertens obvinil členy Merckxova týmu, že mu na mistrovství světa v Montrealu 1974 dali do pití projímadlo, aby ho vyřadili ze závodu.
Po skončení kariéry pracuje v muzeu cyklistiky v Oudenaarde.